# Тім Ерманн
Тім Ерманн (нім. Tim Oermann, нар. 6 жовтня 2003, Бохум, Німеччина) — німецький футболіст, центральний захисник клубу «Бохум».

## Ігрова кар'єра

### Клубна
Тім Ерманн народився у місті Бохум і є вихованцем місцевого однойменного клуба. У червні 2022 року футболіст підписав з клубом перший професійний контракт до літа 2024 року. 18 вересня 2022 року у матчі чемпіонату Німеччини проти «Кельна» Ерманн дебютував на професійному рівні у першій команді «Бохума».
23 грудня 2022 року захисник продовжив контракт з клубом до 2026 року. Другу половину сезону 2022/23 Ерманн провів в оренді в австрійському клубі «Вольфсбергер», де зіграв 15 матчів. Після оренди він повернувся до «Бохума», де зайняв постійне місце в основі команди.

### Збірна
З 2024 року Тім Ерманн виступає за молодіжну збірну Німеччини.